# Biohazard (film)
Pour les articles homonymes, voir Biohazard.
Pour plus de détails, voir Fiche technique et Distribution.
Biohazard est un film d'horreur de science-fiction américain réalisé par Fred Olen Ray, sorti en 1985. Il met en vedettes dans les rôles principaux Aldo Ray et Angelique Pettyjohn.

## Synopsis
L’armée américaine a construit une base secrète au fin fond du désert de Californie. Là, le Dr Williams (Art Payton) a mis au point un dispositif de transfert de matière qui peut atteindre d’autres dimensions et en ramener des objets, attirés par les pouvoirs psychiques d’une médium, Lisa (Angelique Pettyjohn). Le général Randolph (Aldo Ray) amène au laboratoire un groupe de politiciens sceptiques, dont les sénateurs Chambers (Brad Arrington) et Mayfield (Ray Lawrence), pour une démonstration de « matérialisation psychique ». Les scientifiques avertissent le général qu’il n’y a pas encore eu suffisamment de tests menés pour garantir une sécurité absolue. La démonstration a néanmoins lieu, et bien sûr cela tourne mal. Une étrange boîte métallique, qui pourrait être un cercueil ou une caisse d’expédition, se matérialise. Le général arrête alors l’expérience. Il ordonne à l’officier Carter (William Fair) et à son chauffeur Hodgson (Frank McDonald) de transporter la caisse jusqu’au quartier général. Mais en route, un petit monstre d’une autre dimension s’échappe du coffre et tue une sentinelle. Carter est renvoyé au laboratoire pour traquer et détruire la créature extraterrestre, avec l’aide des dons psychiques de Lisa et d’un compteur Geiger. La créature vicieuse terrorise les habitants, mais Carter parvient à la suivre jusqu’à un entrepôt abandonné. Là, il doit faire équipe avec son rival Reiger (David O’Hara) et des hommes en noir pour piéger et détruire l’extraterrestre.

## Distribution
- Aldo Ray : Général Randolph
- Angelique Pettyjohn : Lisa Martyn
- William Fair : Mitchell Carter
- David O’Hara : Reiger (sous le nom de David Pearson)
- Frank McDonald : Mike Hodgson
- Art Payton : le docteur Williams (Arthur Payton)
- Charles Roth : Jack Murphy
- Carroll Borland : Rula Murphy
- Richard Hench : Roger
- Loren Crabtree : Jenny
- George Randall : l’homme à la benne à ordures
- Brad Arrington : Chambers
- Ray Lawrence : Mayfield
- Robert King : le shérif Miller[1].

## Production
Le tournage du film a eu lieu au Vasquez Rocks Natural Area Park, 10700 W. Escondido Canyon Rd., à Agua Dulce, en Californie, aux États-Unis. Le monstre a été joué par le fils de sept ans du réalisateur, Christopher Ray. 
Le film est sorti en août 1985 aux États-Unis, son pays d’origine.